# Grădiștea, Vâlcea
Grădiștea este satul de reședință al comunei cu același nume din județul Vâlcea, Oltenia, România.
COMUNA GRĂDIȘTEA
I.	CADRUL NATURAL / GEOGRAFIC  
Comuna Grădiștea este situată pe râul Olteț, afluent de dreapta al râului Olt, în partea de sud-vest a județului Vâlcea. Are ca vecini comunele: Roșiile la est, Livezi la sud, jud. Gorj (comunele Dănciulești, Logrești, Stejari) la vest și Sinești la nord. ( Enciclopedia județului Vâlcea. Vol I – 
Comuna Grădiștea este formată din 9 sate: Grădiștea, Valea Grădiștei, Diaconești, Linia, Obislavul,  Țuțurul,  Străchinești, Turburea și Dobricea. (Ibidem ). 
Prin Grădiștea trece drumul național Drăgășani – Tg. Jiu, comuna fiind situată la 60 km de Drăgășani și la 70 km de Tg. Jiu. De Rm. Vâlcea, comuna este legată prin drumul județean Milostea – Obislavul, care face racordul între drumurile naționale Drăgășani – Tg. Jiu și Rm. Vâlcea – Tg. Jiu.                  
Comuna Grădiștea are o suprafață de 4814 hectare, din care 1504 de hectare sunt pădure și 1362 de hectare sunt teren agricol.
Ca forme de relief, la Grădiștea predomină dealurile și văile, fiind o comună de zonă colinară. 
Clima este temperat continentală, cu o temperatură medie anuală de 10, 4 0C. Cea mai joasă temperatură a fost înregistrată în ianuarie 1942, minus 350C iar cea mai ridicată în iulie 1957, 420C. În rest, iernile sunt blânde și verile călduroase. 
Comuna este străbătută de la nord la sud de râul Olteț,  pe o distanță de 4 km, împărțind comuna în două. Valea Oltețului permite cultivarea porumbului și a grâului cu rezultate foarte bune și  practicarea grădinăritului. Oltețul are trei afluenți mai importanți pe teritoriul comunei și anume: Dobricea, Obislăvelul și Valea Grădiștei, afluenți ce-și adună apele din topirea zăpezilor și din ploi. De altfel, cele trei pârâuri dau și numele la trei din satele comunei. 
Nivelul apei subterane coincide în medie cu nivelul apei râului Olteț. Din cauza condițiilor hidrogeologice din zonă, atât râul Olteț, cât și cele două pârâuri produc importante eroziuni și inundații, afectând terenurile agricole. Anual aceste eroziuni se estimează la circa 6 ha teren agricol scos din circuitul de producție. Inundațiile, în anotimpurile ploioase, produc și acestea foarte multe pagube. Cele mai catastrofale au fost cele din anii 1925, 1940,1949, 1950, 1953, 1957, 1959, 1968, 1971, 1972, 1974, 1978, 1980 și 1998.( Enciclopedia județului Vâlcea. Vol. I – Prezentare generală, coord. I. Soare, Rm. Vâlcea, editura Fortuna,2010)                                                                                                                                                                                                                                                                                                                                                                                                                                                                                                                                                                                                                                                                                                           
Grădiștea, ca unitate geomorfologică, face parte din Platforma Oltețului, treaptă a Podișului getic.  Structura solului este formată din  sedimente de rezistență diferită  (argile, marne, pietrișuri, nisipuri, etc. ) depuse pe un fundament cristalin de tip carpatic în ultima parte a pliocenului. 
(Ibidem ).      
Dealurile din stânga și dreapta râului Olteț, sunt ferăstruite transversal de numeroase pârâiașe care vara seacă. Dealurile sunt acoperite de păduri de foioase în care predomină specii de Querus Q. Robur = stejar, Q. Frainetto = gârnița, Q. Ceris = cerul, Ulmus foliace = ulmul, Fraxinus excelsior = frasin, Rubinia pseudacacia = salcâm, Fagus silvestis = fagul și alte specii de arbori. Dintre speciile de arbuști și subarbuști care se găsesc în pădurile din comună putem aminti: păducelul ( crategus monogina ), alunul ( corilus avellana ), socul sălbatic ( sambucus nigra ) iar ca subarbuști putem aminti rugul ( rugus cereus ), măceșul ( roza canina ), etc. În poienile din pădurile comunei, pe văile și versanții dealurilor cresc o mulțime de specii de plante din care unele sunt plante medicinale: coada șoricelului ( Alchilleia millefolium ), sunătoarea ( Hipericum Perfoliatum ), coada calului ( Ecvizetum sp. ), trei frați pătați, etc.. Primăvara înfloresc viorelele, Cocorăii ( Eritronum Den cansis ), tămâioarele și altele.  În luncile apelor cât și pe terenurile în care băltește apa cresc specii de arbori adaptate pentru aceste condiții: Plopul ( populus alba ), salcia ( salix sp. ) și arinul. Dintre arbuști putem menționa răchița albă și roșie, sângerul ( cornus sangvineea), lemnul câinesc ( Ligustrum vulgare) etc. În văile pârâurilor ce traversează dealurile cresc spontan plante foarte căutate pentru fructele lor aromate cum ar fi murul și  fragul. În locurile mlăștinoase cresc plante specifice acestor terenuri ca papura și țipirigul. Dintre plantele cultivate din cele mai vechi timpuri putem aminti grâul, porumbul, orzul și secara iar ca plante tehnice cartoful, floarea soarelui, fasolea, mazărea de grădină și altele. Se mai cultivă și furaje reprezentate prin trifoi , ghizdei și lucernă. Dintre pomii fructiferi care se cultivă în zonă, pentru consum propriu cât și pentru fabricatul țuicii, se poate aminti mărul, părul, gutuiul, prunul, cireșul, vișinul, piersicul comun și alte specii dar în număr mai mic ca de exemplu caisul. Un loc important în ultimi ani l-a ocupat cultura viței-de-vie. 
Condițiile climaterice din zonă sunt propice pentru o faună bogată. Dealurile acoperite cu păduri sunt un mediu bun pentru animale sălbatice ca mistrețul ( sus scrofa ), vulpea ( vulpes vulpes ), iepurele ( leptus europeus ), veverița ( scyrus vulgaris fuscoater ), viezurele ( meles meles ) și altele. În zonele din luncile apelor pot fi observate rațele sălbatice, fazanul, turtureaua, gâștele sălbatice iar în locurile mlăștinoase, berzele care toamna pleacă în țările calde.  Primăvara în păduri se întorc  cucii și pupezele. (Ibidem ).     
Râul Olteț are și el fauna lui. În el se poate pescui cleanul ( Leuciscus cephalus ), mreana ( Barbus barbus ), nisiparița ( Cibitis Romanica ), raci și altele.   
Resurse Naturale; petrol, lemn, pășuni, plante medicinale. ( Ibidem ).
II.	ISTORIA
Grădiștea își are începuturile în negura istorie, având o vechime de peste 2000 de ani.
În anul 1939, profesorul Dumitru Berciu, făcând săpături în punctul “La Cetate”, găsește “câteva resturi ale Culturii Coțofeni și urmele unei, Cetăți dacice”. Cetatea datează din perioada de trecere de la cultura Hallstatt (prima epocă a fierului – începe în jurul anului 1000 î.e.n.) la cultura LaTéne (a doua epocă a fierului – durează până la cucerirea romană). Cetatea hallstattiană se află pe un platou înalt numit Dealul Muierii. Este de forma circulară, cu diametrul de 80 m. Era apărată de o palisadă de lemn ce alterna cu blocuri de pământ bătătorit și avea rol de refugiu. Au fost identificate două nivele de locuire corespunzătoare secolelor XII- IX respectiv IX – VIII, a. Chr. ( D. Berciu, Arheologia preistorică a Olteniei, 1939, pag. 202, 204; Floricel Marinescu, Cercetări din cetatea Hallstattiană de la Grădiștea, jud. Vâlcea, Studii și Materiale de Istorie Militară, 1981-1982, pag. 47 și  urm. )
	Cetatea de la Grădiștea, învățătorul – preot, Dumitru Cumpănașu (1900 - 1986), a identificat-o, pornind de la un studiu al lui Grigore Tocilescu (1850 – 1909) ce a vizitat cetatea, ca fiind Phrateria, distrusă de romani și ilustrată pe Columnă prin scenele 94 – 98.(Manuscrisele familiei Cumpănașu)
Cu ocazia efectuării unor săpături la cetea dacică din Grădiștea, sa stabilit că prin imediata apropiere a ei, trece un drum vechi de culme, denumit “Drumul Muierii”. Acest drum pleacă de la ieșirea din vechea cetate getică – Sucidava (Corabia) până la  Sarmisegetuza. Același drum, “Drumul Muierii”, este menționat și de Vartolomei Todeci în “Plaiul Dorului”, ca vechi drum al transhumanței. Pe aici mergeau spre inima Olteniei (până la Leu, lângă Craiova și de acolo la Bistreț, lângă Calafat) ciobanii cu turmele lor, spre Dunăre pentru iernat.
Grădiștea este atestată documentar în 3 august 1489, în timpul voievodului Vlad Călugărul. ((Documenta Romaniae Historica, B, Țara Românească, vol I, Editura Academiei RSR, București, 1966,pag. 350); (Comori Arhivistice vâlcene, Catalogul documentelor de la Arhivele Statului din Râmnicu Vâlcea ( 1467-1800), Vol. II, București, 1985, pag.15 ).   
În același document este menționat și satul Runtea, langă Grădiștea, sat dispărut. ( Ibidem ).	O atestare documentară mai veche o are satul Băești, actualul sat Dobricea, acesta apare menționat în Hrisovul dat de Basarab cel Tânăr (Țepeluș) la 18 ianuarie 1480. (Documenta Romaniae Historica, B, Țara Românească, vol I, Editura Academiei RSR, București, 1966, pag. 273-276, 350)
În același document este menționat și satul Vâlsănești, lângă Grădiștea, sat dispărut, rămas în toponimia locală. (ibidem).
Satul Turburea este atestat în anul 1502, satul Obislavul în anul 1722, satul Dobrina, lângă Turburea în anul 1576 – sat dispărut –iar în anul 1514 este atestat  satul Straja, lângă Grădiștea, sat dispărut   . ( Studii Vâlcene, Serie nouă, Nr. I(VIII), Editura Almarom, Râmnicu Vâlcea, 2003, pag. 25-35.)
Etimologie: GRĂDIȘTE, grădiști, s. f. Ridicătură (alungită) de teren formată în lunca unui râu, datorită schimbării către vărsare a meandrelor lui. – Din sl. gradište „castru”. ( DEX). Iorgu Iordan în ”Toponimia românească” avansează și sensul de cetate. Toponimul Diaconești are la origine antroponimul ”Diaconu”; Dobricea vine de la antroponimul ” Dobricea” – întemeietorul așezării; Linia – în linie, de-a lungul drumului; Băești de la antoponimul ”Băescu” – posibil întemeietor al așezării; Străchinești de la antroponimul ”strachină”; Turburea de la pârâul cu același nume cu apă tulbure; Țuțuru de la antroponimul ”Țuțuru”; Valea Grădiștii este un toponim geomorfologic care indică o așezare întemeiată pe o vale în apropierea cetății;  Obislavul de la hidronimul ”Obislavul”- cuvânt de origine slavă.  ( Eugen Petrescu, Vâlcea – Țara lupilor getici sau Ținutul Vâlcilor. Călător prin istoria milenară a plaiurilor vâlcene, vol I, II, Râmnicu – Vâlcea, Editura Conphys, 2007, pag. 403). 
Pentru Obislavul propun și următoarea formă: Obi + Slavu = slavii de la Obi ( fluviu in vestul Siberiei, Federația Rusă).
Contribuția grădiștenilor pentru Războiul de independență din 1877 a constat în jertfe umane ( 8 morți), sume de bani ( 281 lei și 78 bani), 9 care cu câte 4 boi rechiziționate, transporturi cu atelajele locuitorilor, etc.( Corneliu Tamaș, Petre Bardașu, Sergiu Purece, Horia Nestorescu – Bălcești, Contribuția județului Vâlcea la susținerea războiului de independență, 1877 – 1878, Bălcești pe Topolog, 1977)
Din corpul de voluntari al lui Gheorghe Magheru, format în anul 1886, au făcut parte și 16 grădișteni. . ( Enciclopedia județului Vâlcea. Vol I – Prezentare generală, coord. I. Soare, Rm Vâlcea, editura Fortuna, 2010).                                                                                                                                                                                                                                                                                                                                                                                                                                                                                                                                                                                                                                                                                                                             
Răscoala de le 1907 nu a rămas fără ecou la Grădiștea. Primarul comunei Constantin M.R. Popa, preotul C. Roman și învățătorul Ion Brătulescu sunt acuzați că au încercat răzvrătirea locuitorilor împotriva proprietarului Dumitru B. Tomescu. ( Corneliu Tamaș, Petre Bardașu, Sergiu Purece, Horia Nestorescu – Bălcești ță, Răscoala rănească din 1907 în județul Vâlcea, Bălcești pe Topolog, Societatea Prietenii Muzeului Bălcescu, 1974 )
Primul Război Mondial a provocat grădiștenilor mari suferințe. Pe câmpul de luptă au pierit 218 militari și 10 civili ( împușcați de armata maghiară din diferite vini). Ocupantul a ars biblioteca ( peste 1000 volume), a  rechiziționat 96 perechi de boi și a obligat locuitorii la diferite corvezi.
( Corneliu Tamaș, Petre Bardașu, Sergiu Purece, Horia Nestorescu – Bălcești, Județul  Vâlcea în anii Primului Război Mondial, Bălcești pe Topolog, 1979)
În anul 1920 este construit monumentul eroilor din războiul de independență și primul război mondial, cel din fața Primăriei. ( DJVAN, Fondul arhivistic al Primăriei Grădiștea, 1930-1974).
În Al Doilea Război Mondial Grădiștea pierde în luptă 74 de fii. Aceștia au luptat în Regimentul 2 Dorobanți. ( DJVAN, Fondul arhivistic al Primăriei Grădiștea, 1930-1974).
Comuna Grădiștea, în timp, a fost vizitată de mai multe personalități:  Alexandru Ioan Cuza ( în drum spre Tg. Jiu)( I.N. Dumitrașcu, Cuza Vodă în țară)(Studii Vâlcene, nr. VII, 1986, pag.83), primul ministru liberal al României  I. Gh. Duca (  în anul 1922, donează cu aceasta ocazie 25 mii lei pentru construirea școlii din satul Băești), episcopul Atanasie ( 12 mai 1946 ), ( DJVAN, Fondul arhivistic al Primăriei Grădiștea, 1930-1974), Bogdan Olteanu, președintele Camerei Deputaților ( în 26 mai 2006 inaugurează alături de primarul comunei, ing. Ilie Boiangiu, Rețeaua de apă potabilă).
III.	EVOLUȚIA DEMOGRAFICĂ ȘI ÎMPĂRȚIRILE ADMINISTRATIVE DE-A LUNGUL TIMPULUI
1831. Comuna Băești (moșie  megieșească stăpânită de-a valma pe treisprezece moși, 104 fam., 3 feciori), Plasa Oltețul de Sus;  Comuna Grădiștea (moșie  megieșească stăpânită de-a valma pe șapte moși, 88 fam., 29 feciori), Plasa Oltețul de Sus;  Comuna Obislavul (moșie  megieșească stăpânită de-a valma pe șase moși, 64 fam., 6 feciori) Plasa Oltețul de Sus ;  Satul Străchinești  - moșia Budoiu stăpânită de schitul Polovragi și moșia  Străchinești  stăpânită de  casa polcovnicului Ioniță Străchinescu, 63 fam., 9 feciori), Plasa Oltețul de Sus. ( Enciclopedia județului Vâlcea. Vol I – 
1855. Comuna Băești. Plasa Oltețul de sus – 118 moșneni proprietari ( 111 birnici, 2 mazili, 3 boieri de neam, 2 fii  );  Afară de acești moșteni se mai află 3 proprietari cu 3 clăcași. Comuna Grădiștea, plasa Oltețul de sus – 94 moșneni proprietari (87 birnici, 4 mazili, 3 bieri de neam); Afară de acești moșteni se mai află un proprietar cu 3 clăcași;  Comuna Obislavul, Plasa Oltețul de sus – 111 moșneni proprietari ( 109 birnici, 1 mazil, 1 boier de neam).  (Dinică Ciobotea, Istoria Moșnenilor,  1829-1912, Editura Universitaria, Craiova, 1999).
1864. Băești – comună rurală compusă din satele Băești, Dobricea, Turburea; 159 familii, Plasa Oltețul de Sus;  Grădiștea – comună rurală compusă din satele Grădiștea, Vârloiu; 130 fam.) , Plasa Oltețul de Sus; Obislavul – comună rurală compusă din satele Obislavul, Diaconești; 128 fam.) ,Plasa Oltețul de Sus; Satele Străchinești și Dobricea țineau de comuna Tereuja.  ( Enciclopedia județului 
Anul 1874 aduce o nouă organizare administrativă prin care se urmărea subordonarea comunelor autorităților moșierești. Astfel satele Băești, Diaconești, Dobricea, Grădiștea, Obislavul, Străchinești și Turburea ajung sub administrația comunei Tina; Autoritățile nu au ținut cont de avizul negativ dat de  Consiliile Comunale ale comunelor Băești, Grădiștea și Obislavul față de această lege.  ( Ibidem ).
1892. Comuna Băești compusă din satele Băești, Dobricea, Străchinești, Tulburea, 718 locuitori, Plasa Oltețul de Sus; Comuna Grădiștea compusă din satele Grădiștea și Valea-Grădiștei, 715 locuitori Plasa Oltețul de Sus ;  Comuna Obislavul compusă din satul Obislavul, 781 locuitori, Plasa Oltețul de Sus; ( Ibidem ).
1893. Satul Dobricea, arondat la  comuna Tereuja, Plasa Oltețul de sus. ( Ibidem ).
1899. Satul Diaconești, comuna Obislavul, plasa Oltețul de sus, 75 moșneni. Satul Dobricea, comuna Băești, plasa Oltețul de sus – 150 moșneni răzeși. Comuna Băești, compusă din 3 cătune, plasa Oltețul de sus -  947 locuitori. Comuna Grădiștea,compusă din 3 cătune, plasa Oltețul de sus – 792 locuitori din care 200 moșneni răzeși. Comuna Obislavul, compusă din 4 cătune, Plasa Oltețul de Sus – 872 locuitori. Satul Linia, comuna Obislavul, plasa Oltețul de sus – 91 moșneni răzeși. Satul Străchinești, comuna Băești, plasa Oltețul de sus – 66 moșneni răzeși. Satul Turburea, comuna Băești, plasa Oltețul de sus – 93 de moșneni răzeși.  Satul Țuțuru, comuna Obislavul, plasa Oltețul de sus – 58 moșneni răzeși.  Satul Valea Grădiștea, comuna Grădiștea, plasa Oltețul de sus – 200 moșneni răzeși. (Ibidem ).                 
1906. Satul Grădiștea, 425 locuitori din care 89 moșneni.  Satul Valea Grădiștei, 507 locuitori din care 126 moșneni. Satul Diaconești, 251 locuitori din care 69 moșneni. Satul Linia, 242 locuitori din care 57 moșneni.  Satul Obislavul, 270 locuitori din care 76 moșneni.  Satul Țuțurul, 282 locuitori din care 66 moșneni. Satul Străchinești, 40 locuitori din care 10 moșneni. Satul Tulburea, 404 locuitori din care 99 moșneni.  Satul Dobricea, 674 locuitori din care 160 moșneni.  (Petru Poni, Statistica Răzeșilor, București, 1921, pag 187-194)
1912. Satul Diaconești, com. Grădiștea, plasa Oltețul, 251 de locuitori din care 69 răzeși. Satul Dobricea, comuna Băești – 674 locuitori din care 160 răzeși. Satul  Grădiștea, plasa Oltețul – 425 locuitori din care 89 răzeși. Satul Linia, comuna Grădiștea, plasa Oltețul, avea 242 locuitori din care 57 răzeși. Satul Obislavul, comuna Grădiștea, plasa Oltețul – 270 locuitori din care 76 răzeși. Satul Străchinești, comuna Băești, plasa Oltețul – 40 locuitori din care 10 răzeși. Satul Tulburea, com. Grădiștea, plasa Oltețul – 404 locuitori din care 99 răzeși. Satul Țuțuru, comuna Grădiștea, plasa Oltețul – 282 locuitori din care 66 răzeși.  Satul Valea Grădiștea, com. Grădiștea, plasa Oltețul – 507 locuitori din care 126 răzeși. Satul Veaca, com. Grădiștea, plasa Oltețul – 54 locuitori din care 18 răzeși. (Dinică Ciobotea, Istoria Moșnenilor,  1829-1912, Editura Universitaria, Craiova, 1999)            
1925. Comunele Grădiștea ( compusă din satele Grădiștea, Valea Grădiștei și Veaca), Băești ( compusă din satele Dobricea, Străchinești și Tulburea) și Obislavul (compusă din satele Obislavul, Deaconești, Linia și Țuțurul) făceau parte din Plasa Oltețul. (Enciclopedia județului Vâlcea. Vol I – Prezentare generală, coord. I. Soare, Rm Vâlcea, editura Fortuna, 2010)
1929. Grădiștea este mare comună rurală și se compune din comunele: Băești, Grădiștea, Obislavul, Pârâieni, Pleșoiu, Romanești, Roșiile, Pertești, Tereuja, Veaca, Zgubea;  ( Ibidem)
1 aprilie 1944. Plasa Grădiștea ( Băești, cu satele Băești, Dobricea, Turburea și Străchinești, a fost înglobată în com. Grădiștea; 2. Obislavul, cu satele Diaconești, Linia, Obislavul și Țuțuru, înglobată la com. Grădiștea; ( Ibidem)
1948. Plasa Grădiștea, Raionul Lădești. Comuna Grădiștea era compusă din satele Dobricea, Grădiștea, Părăușani, Pleșoiu, Tina, Turburea, Valea Grădiștei și Veaca. Satele Obislavul, Diaconești, Linia, Țuțuru, Străchinești țineau de comuna Sinești.    ( DJVAN, Fondul arhivistic al Primăriei Grădiștea, 1930-1974).
```
Populația Comunei Grădiștea în decursul anilor:
```

Anul	1938	1948	1963	1971	1983	1989	2000	2002	2011
Locuitori	3302	4958	3938	3623	3256	3208	3222	3107	2516
( DJVAN, Fondul arhivistic al Primăriei Grădiștea, 1930-1974); DCS, Anuarul Statistic al județului Vâlcea,anii: 1971,1977,1998, 2003, 2007. Situația recesământului populației 2011.
IV. VIAȚA ECONOMICĂ
Ocupația principală a locuitorilor Comunei Grădiștea a constituit-o și o constituie cultura cerealelor, pomicultura, viticultura si creșterea animalelor. Pe văile apelor s-a practicat cultura cerealelor, iar pe dealuri cultura pomilor fructiferi și a viței - de - vie. În ultima perioadă se observă o preocupare pentru apicultură. Mulți tineri accesând fonduri europene în acest sens.
În anul 1847, în Grădiștea funcționa o moară pe râul Olteț,  moară proprietate a Obștei de moșneni grădișteni, iar lângă aceasta o crescătorie de porci ce erau valorificați la Budapesta.
( Arhivele Statului București, Fondul Arhivistic Cumpănașu )
În anul 1904,10 mai, la inițiativa învățătorului Vasile Bucheru, se înființează Banca Populară ”Cetatea”. Lucra cu Casa Centrală și făcea operațiuni în comunele Grădiștea și Tina. A început  operațiunile la 30 iunie 1904, cu 24 membri. Din anul 1913 aceasta are local propriu. (Enciclopedia județului Vâlcea. Vol I – Prezentare generală, coord. I. Soare, Rm. Vâlcea, editura Fortuna, 2010)
Între anii 1942-1944,la Grădiștea funcționează un atelier de tors, țesut și tricotaj. ( Ibidem ).
La 22 martie 1953, prin întovărășirea a 19 familii cu o suprafață totală de 60 ha, ia ființă C.A.P. –ul Grădiștea. La început s-a numit G.A.C. (Gospodărie Agricolă Colectivă) ca apoi să se numească, C.A.P.- ul  “1 MAI”  Grădiștea. ( DJVAN, Fondul arhivistic al Primăriei Grădiștea, 1930-1974).
În 1945, la Grădiștea este construită prima moară cu motor termic. ( DJVAN, Fondul arhivistic al Primăriei Grădiștea, 1930-1974).
În 1870, în Grădiștea  ia ființă Poșta.  În 1898 se înființează un post telefonic la Grădiștea. Pentru ca serviciul poștal de la Grădiștea să prezinte mai multă garanție și operativitate în distribuirea corespondențelor, în anul 1908 s-a stabilit ca această activitate să fie făcută de „copii distribuitori”, salarizați de Direcția Poștei Județene, renunțându-se la sistemul vechi ca aceste servicii să intre în atribuțiile oamenilor de gardă de la primării. (Enciclopedia județului Vâlcea. Vol I – Prezentare generală, coord. I. Soare, Rm. Vâlcea, editura Fortuna, 2010) 
```
În 1960 se înființează agenții poștale în satele Obislavul și Valea Grădiștei, iar din 1965 și în satul Băești. ( DJVAN, Fondul arhivistic al Primăriei Grădiștea, 1930-1974).
```

În anul 1960 se înființează agenție C.E.C și Circă Veterinară, iar din1968, Dispensar veterinar.
În anul 1962 se înființează S.M.T. ( Stațiunea de Mașini și Tractoare) Grădiștea cu scopul de a sprijinii munca în C.A.P.. ( Ibidem ).
În cadrul Cooperației Grădiștea se înființează în 1953 magazinul mixt, iar în 1954 restaurant. ( Ibidem ).
Printre cele mai vechi târguri din județul Vâlcea se numără și cel de la Grădiștea.  La 10 august 1865, Primarul satului Săscioara, Radu Ciochină, eliberează o adeverință prin care Ilie Ilinca, văduvă din acest sat, poate vinde în Târgul din Grădiștea un bou asigurând totodată că animalele din satul Săscioara sunt sănătoase.   ( Fondul  D. Cumpănașu, 1469-1913, Arhivele Statului, București, Nr. Inventar 1610 ).   
V.	ÎNVĂȚĂMÂNTUL , ȘTIINȚA ȘI TEHNICA
Învățământul grădiștean există din anul 1840 la Băești ( candidat de învățător de la 10 mai 1940, Nicolae Popescu, 35 ani, fiu de preot) și din 1842 la  Grădiștea ( Ioan Niculescu, 16 ani, fiu de birnic),  Obislavul ( Ioan Bugărescu, 17 ani, fiu de birnic)și Străchinești (Constantin Culeanu, 19 ani, fiu de birnic ). (  Fondul Ministerului Instrucțiunii, dosar nr.2129/1843).
În anul 1857, la sfârșitul lunii aprilie, în urma rezultatelor obținute de elevi la examenul de sfârșit de an școlar, învățătorul Preda Barbu , de la școala Băești,  a primit, pe lângă mulțumirile sătenilor,  un inel de argint și o rublă , în dar, din partea lui Barbu Pârâianu, proprietar. Eforia școlilor – cu aprobarea Secretariatului statului – publică o notă în Buletinul Oficial și îi cere institutorului superior să mulțumească aceluiași învățător, din partea sa, ” pentru împlinirea datoriei”. (Nicolae Andrei, Gheorghe Pârnuță – Istoria învățământului din Oltenia, vol. II,Editura Scrisul Românesc, Craiova, 1981, pag.181-182).
În anul 1909, la Obislavul, a funcționat ca învățător I.N. Dumitrașcu, unul dintre folcloriștii de frunte ai țării (Ibidem, pag. 330), iar în anul școlar 1908-1909, la Grădiștea. ( Datcu, Iordan – Dicționarul etnologilor români – Vol. I, Editura Saeculum I.O., București, 1998)
În anul școlar 1912-1913, a fost învățător la Grădiștea și Iosif Andreescu, mai târziu Prefect al județului Vâlcea.
În anul 1945 a fost înființat primul Gimnaziu unic din județul Vâlcea. ( Arhivele Statului București, Fondul Arhivistic Cumpănașu ).
```
În anul 1961 se înființează Școala Medie mai târziu Liceul Teoretic Grădiștea, acesta funcționează până în 1978 când se desființează și devine școală generală de 10 ani, reînființat în anul 1999.  ( DJVAN, Fondul arhivistic al Primăriei Grădiștea, 1930-1974).
```

La liceul Grădiștea au funcționat ca profesori  Calotă Ion, mai târziu, profesor universitar, lingvist; Roman Ștefan, mai târziu profesor universitar, poet; Andrei Alexandra, mai târziu Director al Bibliotecii Județene Gorj, Andrei Pătru, mai târziu avocat Baroul Gorj, etc.
În anul 1972, Grădiștea face obiectul unui studiu, inițiat de Universitatea din Craiova prin profesorii universitari Ioan M. Stănoiu și Bogdan Bobirnac, asupra faunei de lepidoptere ( fluturi ) din Oltenia. La acest studiu a participat și profesorul de biologie de la Liceul Teoretic Grădiștea, Olaru Nicolae. Au fost semnalate următoarele specii noi pentru fauna Olteniei: Ochrostigma velitaris Hufn.,Drygnobia obliterata Esp., Hadaena gemina Hbn., Polyphaenis sericata Esp., Plastenis retusa L., și Proserpinus Proserpina Pall. care sunt și specii rare pentru fauna țării. A fost semnalată de asemenea prezența unor importanți dăunători agricoli și silvici, cum sunt speciile: Cossus cossus L., Zeuzera pyrina L., Lymantria dispar L., Euproctis chrysirrhoea L., Euxoa tritici L., E. segetum Den. et Schiff., Mamestra brassicae L., Malacosoma neustria L., Odonestis pruni L. și Pergesa elpenor L. ( Studii și cercetări, Comitetul de Cultură și Educație Socialistă a Județului Vâlcea, Râmnicu – Vâlcea, 1973, pag.219 - 225 )
VI.	CULTURA
Între anii 1904-1911 funcționează Cercul Cultural Grădiștea. Activitățile publice organizate de acesta se adresau populației nevoiașe a satelor și aborda probleme privind educația morală, sanitară, agricolă, etc..  ( Gheorghe Dumitrașcu, Haretismul în cultura românească- județul Vâlcea- Râmnicu Vâlcea, Editura Conphys, 2008).
În anul 1923 este consemnat  primul cămin cultural în satul Grădiștea sub numele „Zorile”. În anul 1937, căminul cultural „Zorile” se reorganizează la inițiativa învățătorului Cumpănașu Dumitru. Acesta este afiliat Fundației Principele Carol. ( Arhivele Statului București, Fondul Arhivistic Cumpănașu ).
```
După 1947, a funcționat sub numele de Căminul Cultural Grădiștea. ( DJVAN, Fondul arhivistic al Primăriei Grădiștea, 1930-1974).
Din anul 1989, ne mai având local propriu și-a încetat activitatea până la 15 august 2007, când odată cu inaugurarea Sălii de Festivități – Căminul Cultural – din Târgul Săptămânal și-a reluat activitatea. 
```

În anul 1902, în Grădiștea a funcționat o bibliotecă rurală înființată de Casa Școalelor, bibliotecă cu dublu rol, școlară și publică.  La acea dată biblioteca deținea 158 de volume pentru ca în 1916, anul când a fost arsă împreună cu școala de către ocupantul austro-ungar, să dețină peste 1000 de volume legate în piele și pânză.( Gheorghe Dumitrașcu, Haretismul în cultura românească - județul Vâlcea - Râmnicu Vâlcea, Editura Conphys, 2008). ( Studii Vâlcene, Serie nouă, Nr. I(VIII), Editura Almarom, Râmnicu Vâlcea, 2003, pag. 395).
În anul 1909, pe 24 ianuarie, cu ocazia sărbătoririi a 50 de ani de la unirea Moldovei cu Țara Românească, la Grădiștea a fost organizată o mare serbare populară, prilej cu care au fost prezentate de către corul școlii o suită de cântece patriotice acompaniate la vioară de către învățătorul Ion Brătulescu și o poemă alegorică pregătită de studentul de la teologie – grădiștean și el – Ion Roman. 
(Ibidem).
În anul 1916, este consemnată o Casă de sfat și de citire la Grădiștea, condusă de învățătorii satului, ce organiza șezători culturale din programul cărora făceau parte expuneri și programe artistice. (Ibidem).
În anul 1954, ia ființă „Biblioteca sătească Grădiștea” (mai apoi Biblioteca Comunală Grădiștea). ( DJVAN, Fondul arhivistic al Primăriei Grădiștea, 1930-1974).
Grădiștea are 6 monumente istorice clasate. Acestea sunt: Cetatea dacică – identificată de către învățătorul Cumpănașu Dumitru ca fiind Phrateria - ( sit arheologic, așezare Hallstatt ), Biserica Străchinești ( ctitorită între anii 1737-1748 ), Biserica de lemn din satul Diaconești ( construită în anul 1763, la Scoruș și mutată în 1911 pe locul actual), Biserica din satul Valea Grădiștei ( ctitorită în anul 1816 ), biserica din satul Grădiștea ( zidită în anul 1840 ) și Casa Voichița ( acest monument este într-o avansată stare de distrugere datorită intemperiilor ).
Casa țărănească – muzeu de la Grădiștea, înființat la 15 august 2011, conține piese de mobilier țărănesc, obiecte de uz casnic și gospodăresc  și costume populare.
VII.	VIAȚA RELIGIOASĂ
Grădiștea are 5 biserici ortodoxe.  
Biserica Grădiștea, biserică parohială cu hramul „Sfinții Împărați Constantin și Elena„  – monument istoric – zidită în anul 1840 cu contribuția lui  Constantin Pîrîianu, Matei Pîrîianu și alți. A fost reparată în anii 1859,1948, 1951 și 1964. ( Dumitru Sandu, Eparhia Râmnicului și Argeșului – monografie, Râmnicu - Vâlcea, 1976).
Biserica Valea Grădiștei, biserică parohială cu hramul Sfinții Voievozi – monument istoric – a fost zidită în anul 1816 cu contribuția lui Popa Dumitrașcu, Niță Cumpănașu, Popa Radu și un boier din com. Livezi, Udrea Pleșoianu. A fost renovată în anii 1950 și 2003. ( Ibidem).
Biserica Obislavul, biserică parohială cu hramul Adormirea Maicii Domnului, a fost zidită în anul 1910. A fost reparată și reconsolidată în 1961. De aceeași parohie ține și Bisericuța din lemn din satul Diaconești, cu hramul Sfântul Nicolae – monument istoric. În acest loc fiind și cimitirul. ( Ibidem).
Biserica din Dobricea, biserică cu hramurile Sfântul Nicolae și Cuvioasa Paraschiva a fost zidită între anii 1889-1892 cu sprijinul lui Vasile Popa Barbu, Constantin Băescu, Vasile Popescu și alții. Tot de aceasta parohie ține și Cimitirul din Dobricea. Aici se găsește o bisericuță ridicată în anul 1814, cu hramul Cuvioasa Paraschiva construită cu contribuția lui Dinu, Vladu și Stan cel Mare. ( Ibidem).
Biserica Străchinești – monument istoric - cu hramul ”Intrarea  în biserică” a fost zidită între anii 1737-1748 cu sprijinul mamei și soției  lui Vlad Romanescu și de Vlăduțu Străchinescu, proprietari. Reparată în anii 1830 și 1903. Pe unul din pereții bisericii este o frescă ce reprezintă un sfânt cu turban. ( Ibidem).
VIII.	  OCROTIREA SĂNĂTĂȚII
Dispensarul uman nu a avut sediu propriu. El și-a desfășurat activitatea  într-o casă naționalizată până la 18 iunie 1977, când se dă în folosință clădirea nouă a Dispensarul uman Grădiștea.
În Grădiștea azi funcționează 2 dispensare umane, un cabinet de stomatologie, un cabinet de analize medicale și 2 farmacii.
Medicina veterinară  se practica empiric. În anul 1900 la nivelul județului activau 2 medici veterinari ce aveau în grijă și Plasa Oltețul din care făceau parte și satele grădiștene. Astfel, în anul 1910 este semnalată o epidemie de febră aftoasă ce a cuprins și târgul din Grădiștea. (Studii Vâlcene, Serie nouă, nr. II (IX), 2006, pag.469).
Dispensarul veterinar – la început Circa sanitară – este înființat în anul 1968. 
IX.	SPORTUL
La Grădiștea copiii și tineretul au practicat și practică sportul, dar cu rezultate modeste. Până în 1989 în școli se practica, pe lângă alte sporturi și hoina, dar din păcate după acest an acest sport a dispărut. Acum se practică fotbalul, handbalul și tenisul de masă. Elevii participând la diferite întreceri sportive școlare zonale. 
Sportul se practica pe terenurile de sport ale școlilor din comună. Din 2008, au fost inițiate o serie de proiecte de finanțare europeană care au avut drept scop crearea unei baze sportive și de agrement puternice în Grădiștea. Așa a fost amenajat un   teren de fotbal modern ( tribune, vestiare, dușuri, etc.), o sală de sport la Liceul Grădiștea și o  baza sportiva tip II cu teren sintetic pentru minifotbal si tenis cu nocturna,  in satul Linia. Tot în satul linia este în construcție un bazin de înot.
Prima echipă de fotbal a comunei, Știința Grădiștea, a activat în campionatul județean. O perioadă de timp a purtat numele de Recolta Grădiștea. După 1990, revine la numele de Știința Grădiștea. În 2005, echipa a fost reorganizată și a evoluat în liga a V-a, seria Sud.  În anul 2007, echipa de fotbal Știința Grădiștea termină campionatul pe locul II. Din 2013 echipa evoluează în liga a IV-a, seria Sud. 
X.	TURISMUL
În comuna Grădiștea, se găsesc  6 monumente istorice clasate ce ar fii putut sau ar putea  genera turism. Acestea sunt: Cetatea dacică ( sit arheologic, așezare Hallstatt ), Biserica Străchinești ( ctitorită între anii 1737-1748 ), Biserica de lemn din satul Diaconești ( construită în anul 1763), Biserica din satul Valea Grădiștei ( ctitorită în anul 1816 ), biserica din satul Grădiștea ( zidită în anul 1840 ) și Casa Voichița. Dar lipsa unor spații de cazare, a disponibilității în promovare face ca și în viitorul apropiat să nu se poată vorbi de turism la nivelul comunei Grădiștea. 
De o atenție deosebită s-a bucurat in ultimul timp Muzeul satului căruia i-au trecut pragul numeroși turiști din țară.
XI.	PERSONALITĂȚI LOCALE
DIȚOIU CRISTIAN – pictor -  născut  la 6 august 1967 în Grădiștea. Studii: Academia de Artă București, licențiat in arte plastice, specializarea pictura.1996-2006 –Restaurator pictura de șevalet – Muzeul Național de Artă al României. Expoziții personale: 2009 – Pictură, Galeria Anticariat Curtea Veche, București; 2009 – Pictură, Galeriile UAP Cupola, Iași; 2008 – Pictură, Galeriile UAP Arta, Craiova; 2007 – Galeria Galateca – Biblioteca Central Universitară București; 2002 – Galeria Foișor – Palatul Brâncovenesc Mogoșoaia; etc.
EBÂNCĂ DUMITRU – profesor universitar Universitatea Craiova, Facultatea de matematică – născut la 20 septembrie 1949, în Grădiștea. Titlul lucrării de doctorat:  ”Metode funcțional – numerice pentru rezolvarea ecuațiilor neliniare”.Lucrări publicate: 1. Metode de calcul numeric , Craiova, 2005,  271 p.; 2. Calcul numeric și aplicații, Craiova, 1984, 274 p.
```
GÎNGU ELISABETA SILVIA – scriitor - născută la 7 octombrie 1948 în comuna Roșiile, jud. Vâlcea. Profesor de Limba și literatura română în comuna Grădiștea. Opera: Să intri în lumină, Editura Conphys, Rm . Vâlcea, 1999; Cântec pentru Mădălina, Editura Conphys, Rm. Vâlcea, 1999; Timpul, Editura Rotomat, 2000, Craiova; Din Țara lui Hrababură, Editura Rotomat, 2000, Craiova; La poesie c'est ma passion, Editura Rotomat, 2000, Craiova. ( Petre Petria, Cristina Tănăsoiu, Vâlcea – Oameni de știință, cultură și artă. Dicționar, vol. II, Râmnicu – Vâlcea, Ed. Conphys, 2004).
```

HAMZA de la Obislave ( Grădiștea, Vâlcea) – ban de Craiova în 1531. Sfetnic domnesc între anii 1512 -1535. ( Petre Petria, Cristina Tănăsoiu, Vâlcea – Oameni de știință, cultură și artă. Dicționar, vol. II, Râmnicu – Vâlcea, Ed. Conphys, 2004); ( Ioan Popescu – Cilieni, Biserici, târguri și sate din județul Vâlcea, Craiova, 1941). Acest  Hamza este revendicat și de comuna Corbii Mari ( Satul Obislavu, din 1968 Grozăvești), județul Dâmbovița. El este înmormântat la Mânăstirea Glavacioc, același județ. ( Ion Ionașcu, L. Lăzărescu și colectivul, Documente privind Istoria României, B. țara Românească, veacul al XVI-lea, ( 1571 -1580), Editura Academiei R.P.R., București, 1952, pag. 299).
```
ISTRATIE VASILE -  Cercetător -  născut la 6 octombrie 1943 în satul Turburea, comuna Grădiștea.  Cercetător științific principal la  Institutul Național pentru Cercetări Aerospațiale “Elie Carafoli”, București. Specializat in performanțele și evoluțiile aparatului de zbor, precum și în cercetări spațiale: intrări optimale în atmosferă, întâlniri optimale pe orbite, etc.  Doctor în științe exacte ( matematică ) din 2000 cu lucrarea ”Evoluții optime ala aparatului de zbor”. Participări la proiecte și director de proiecte la INCAS (Institutul National pentru Cercetări Aerospațiale și ASR (Agenția Spațială Română) și la proiecte ESA (Agenția Spațială Europeană). Participări la Conferințe: Romania (București, Cluj-Napoca, Brașov), USA (San Diego, Portland), Rusia (Saint Petersburg), Germania (Regensburg, Bremen, Göttingen, Dresda, Berlin), Franța (Metz), Grecia (Chalkis, Creta, Corfu, Kos), Ungaria (Budapesta), Anglia (Londra). Peste 50 de articole în domeniu: V. Istratie, “The Non-Linear Problem of Low Thrust Succeeding on Elliptical and Circular Orbits” (AIAA-96-3646), Vol. AIAA/AAS  Astrodynamics Conference -a Collection of Technical Papers, San Diego, CA, USA, July 29-31,1996, pp.
 
667–675;  V. Istratie, “Optimal Skip Entry into Atmosphere with Constraints in Minimum Time”, Computational  Methods in Science and Inginiering - AIP Conference Proceedings.. American Institute of Physics International ,1148, ICNAAM 2008, Kos, Greece, pp.
 
828 – 831;  V. Istratie, “Optimal Entry into Atmosphere with Constraints in Minimum Time”, International Conference on Aerospace Scienses "AEROSPATIAL 2008”, Bucharest, Cod. 
ISBN 978-973-0-05784-1
, pp.
 
160 – 166; V. Istratie and M. Dimitrache, “Return from Orbit in Minimum Time Optimal”, International Conference on Aerospace Scienses "AEROSPATIAL 2012”, Bucharest (to appear 2013).
```

MARINESCU PAUL –născut la 2 decembrie 1953 în comuna Grădiștea -  Profesor universitar, Universitatea București , Facultatea de Administrație și Afaceri. Din 1997 doctor în economie cu lucrarea ” Teoria Echilibrului economic și implicațiile sale politice”.Peste 20 de titluri de carte publicate: Marinescu, Paul. Management de proiect, ediția a doua, Editura Universității din București, 2007,162 pag.;  Marinescu Paul - Managementul Instituțiilor Media - Editura Universității din București, 2003, 349 pag.;  Marinescu Paul  - Teoria echilibrului economic si implicațiile sale practice - Editura Universității din București, 2003, 237 pag.;  Marinescu Paul - De la teoria economică Walrasiană la teoriile economice actuale - Centrul de informare și documentare economică al Institutului de Cercetări economice al Academiei Române,București, 1998, 96 pag.
ROMAN ȘTEFAN  -  poet – profesor universitar Universitatea Craiova, Facultatea de istorie, născut la 14 mai 1925 în Grădiștea. Pensionar. Membru al ”Societății Scriitorilor Olteni” din Craiova și al Societății Literare ” Anton Pann” din Rm. Vâlcea. Opera: Grădina stelelor mele,, Editura Scrisul Românesc, Craiova, 1973;  Poezii, Editura M. Duțescu, Craiova, 1999; Lumea glumelor, Editura M. Duțescu, Craiova, 2000; Cântece de primăvară, Editura M. Duțescu, Craiova, 2001; Când crește umbra, Editura M. Duțescu, Craiova 2002. ( Petre Petria, Cristina Tănăsoiu, Vâlcea – Oameni de știință, cultură și artă. Dicționar, vol. II, Râmnicu – Vâlcea, Ed. Conphys, 2004).
VOCHESCU ION  (1948 – 2004) – colonel profesor universitar doctor la Facultatea de drept a Academiei de Poliție ” Al. I. Cuza” București. Fost decan al acestei prodigioase instituții. 
S-a născut la Grădiștea. Din 1996, doctor cu lucrarea cu titlul ”Metode și mijloace utilizate de poliție pentru prevenirea și combaterea falsului de bancnotă.” Autor de manuale, tratate și lucrări științifice și a peste 36 de studii ce au văzut lumina tiparului sub egida unor edituri consacrate.
Lucrări: Vochescu Ion, Bercheșan Vasile, ”Bancnota și falsificatorii de bancnote”, Casa de Editura și Presa"Sansa" S.R.L., București, 1996; Vochescu Ion, ”Criminalistica”,  Editura Academica, București, 2000, 216 pag..